# Ciclofosfamida
La ciclofosfamida (CP), també coneguda com a citofosfan, entre altres noms, és una medicació utilitzada com a quimioteràpia (antineoplàstic) i immunosupressió. Com a quimioteràpia tracta el limfoma, el mieloma múltiple, la leucèmia, el càncer ovàric, el càncer de pit, el càncer de pulmó de cèl·lules petites, el neuroblastoma, i el sarcoma. Com a immunosupressor s'utilitza per a la síndrome nefròtica, granulomatosi amb poliangiïtis, i per a després del trasplantament d'òrgans, entre d'altres condicions. Es pren oralment o per via intravenosa.
La majoria de persones desenvolupen efectes secundaris. Els més comuns inclouen leucopènia, pèrdua d'apetit, vòmits, pèrdua de cabell, i hemorràgia a la bufeta. Altres efectes secundaris severs inclouen un risc futur de càncer augmentat, infertilitat, reaccions al·lèrgiques, i fibrosi pulmonar. La ciclofosfamida es troba en la família de medicaments alquilants i de mostassa nitrogenada. Es creu que funciona interferint la duplicació de l'ADN i la creació d'ARN.
La ciclofosfamida va ser aprovada per a ús mèdic als Estats Units l'any 1959. És a la llista model de Medicaments essencials de l'Organització Mundial de la Salut.

## Usos mèdics
La ciclofosfamida sol tractar càncers i malalties autoimmunes. Sol controlar de pressa la malaltia. A causa de la seua toxicitat, es reemplaça al més aviat possible per fàrmacs menys tòxics. Les anàlisis regulars i freqüents són necessàries per a controlar la funció renal, evitar les complicacions d'orina i vigilar la toxicitat de la medul·la òssia.

### Càncer

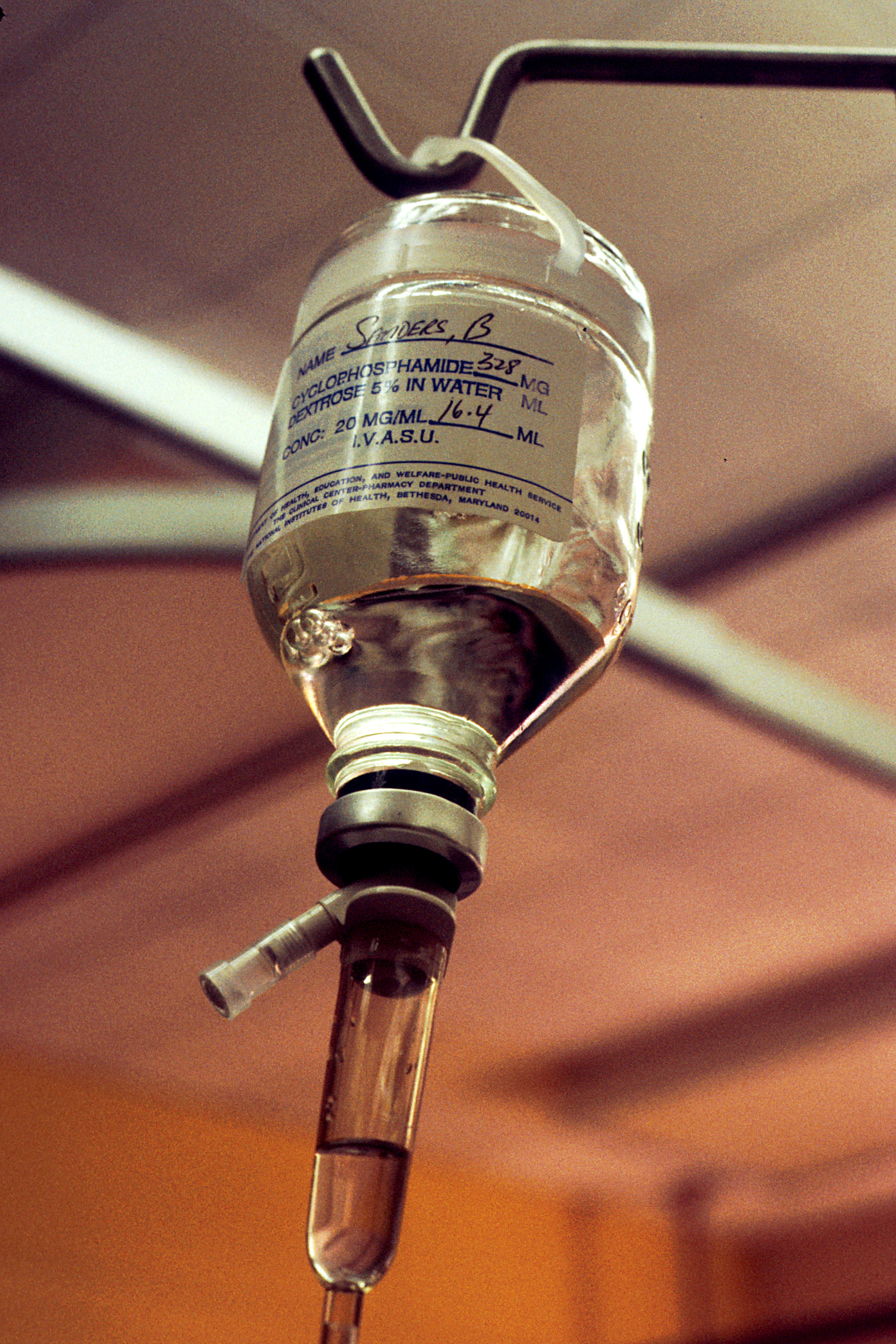
Vial de ciclofosfamida IV

L'ús principal de la ciclofosfamida és, amb altres agents de quimioteràpia, el tractament de limfomes, algunes formes de càncer de cervell, neuroblastoma, leucèmia i alguns tumors sòlids.

### Malalties autoimmunes
La ciclofosfamida disminueix la resposta del sistema immune, tot i que la seua preocupant toxicitat restringeix el seu ús a pacients amb malaltia severa. Encara és un tractament important per a malalties autoimmunes que amenacen la vida on els medicaments modificadors de la malaltia reumàtica (DMARDs) han estat ineficaços. Per exemple, el Lupus eritematós sistèmic amb una nefritis severa acostumen a respondre a pulsos de ciclofosfamida. La ciclofosfamida s'utilitza també pera tractar la malaltia de canvis mínims, l'artritis reumatoide severa, la granulomatosi amb poliangiïtis, la síndrome de Goodpasture i l'esclerosi múltiple.
Pels seus efectes secundaris potencials com l'amenorrea o el fracàs ovàric, la ciclofosfamida només s'utilitza en les fases primerenques de tractament i és més tard substituït per altres medicacions, com l'acid micofenòlic o ACA.

### Amiloïdosi
La ciclofosfamida utilitzada en combinació amb talidomida o lenalidomida i dexametasona ha mostrat l'eficàcia com un tractament compassiu de l'amiloïdosi. És una alternativa al tractament més tradicional amb melfalan en persones que no poden passar per un trasplantament de medul·la òssia autòloga.

### Malaltia de l'empelt contra l'hoste
La malaltia de l'empelt contra l'hoste (GVHD en anglés) és una barrera important per al trasplantament de medul·la òssia a causa de les reaccions immunes de les cèl·lules T del donant contra la persona que els rep. La malaltia sovint pot ser evitada eliminant les cèl·lules T de l'empelt. L'ús d'una dosi alta de ciclofosfamida post-trasplantament en un donant mig coincidint o hapolidèntic redueix el risc de MECH, fins i tot després d'utilitzar un règimen de condicionament reduït.

## Contraindicacions
Com altres agents alquilants, la ciclofosfamida és teratogènica i contraindicada en dones embarassades (categoria d'embaràs D) excepte en circumstàncies que amenacen la vida de la mare. A més, altres contraindicacions inclouen l'alletament, la infecció activa, neutropènia o toxicitat urinària.
És un medicament amb una categoria d'embaràs i causa defectes de naixement. L'exposició a la ciclofosfamida per al tractament del càncer o el lupus mostra un patró d'anomalies anomenades «embriopaties ciclofosfamida», incloent-hi un creixement limitat, anormalitats facials i de l'orella, absència de dits i membres hipoplàstics.

## Efectes secundaris
Les reaccions adverses a la ciclofosfamida es relacionen a la dosi de medicació acumulada i inclouen les nàusees i vòmits induïts per la quimioteràpia, supressió de la medul·la òssia, mal d'estómac, cistitis hemorràgica, diarrea, enfosquiment de la pell/ungles, alopècia (pèrdua de cabell) o aprimat dels cabells, canvis de color i textura dels cabells, letargia, i una profunda gonadotoxicitat. Altres efectes secundaris poden incloure facilitat per als blaus, dolors articulars, nafres de boca, alentiment en la curació de les ferides, disminució inusual en la quantitat d'orina o debilitat o cansament inusuals Els efectes secundaris potencials inclouen, a més a més, leucopènia, infecció, toxicitat de la bufeta, i càncer.
La lesió pulmonar sembla ser rara, però pot presentar-s'hi amb dos patrons clínics: una forma primerenca, amb una pneumònia aguda i una secundari una fibrosi crònica, progressiva. La cardiotoxicitat és un problema important en persones tractades amb règims de dosis més altes.
La ciclofosfamida intravenosa en dosis més altes poden causar la síndrome de secreció inadequada d'hormona antidiürètica (SIHA) i una potencialment fatal hiponatrèmia quan s'utilitza en fluids intravenosos per a prevenir la cistitis induïda pels medicaments Mentre que la SIHA ha estat descrita principalment amb les dosis més altes de ciclofosfamida, també pot ocórrer en dosis més baixes en la gestió de desordres inflamatoris.

### Hemorràgia de bufeta
L'acroleïna és tòxica a l'epiteli de la bufeta i pot causar una cistitis hemorràgica, associada amb hematúria microscòpica o evident i ocasionalment disúria. Els riscos de cistitis hemorràgica es poden minimitzar amb una ingesta adequada de fluids, evitant l'administració nocturna i Mesna (2-sulfaniletansulfonat de sodi), un donant de sulfhidril que lliga i disminueix la toxicitat de l'acroleïna. Les dosis intermitents de ciclofosfamida redueixen la dosi acumulada, redueixen l'exposició de la bufeta a l'acroleïna i té la mateixa eficàcia en la gestió de la nefritis lúpica.

### Infecció
La neutropènia o limfopènia secundàries a la ciclofosfamida poden predisposar la gent a una varietat d'infeccions bacterianes, fungals i oportunistes. No existeixen directrius que obliguin a la profilaxi contra la PCP en persones amb malalties reumatològiques que rebin immunosupressors, però alguns defensen el seu ús quan reben una dosi alta de medicació.

### Infertilitat
La ciclofosfamida té una forta relació amb un augment en el risc de menopausa en dones i d'infertilitat en homes i dones, amb una probabilitat que ascendeix en proporció a la dosi acumulada. Aquesta infertilitat és normalment provisional, però pot ser permanent. L'ús de leuprorelina en dones d'edat reproductiva abans de l'administració intermitent de la ciclofosfamida pot reduir els riscos d'infertilitat i menopausa prematura.

### Càncer
La ciclofosfamida és carcinogènica i pot augmentar el risc de limfomes, leucèmia, càncer de pell, carcinoma de l'epiteli de transició de la bufeta o altres càncers. S'han observat neoplàsies mieloproliferatives, incloent-hi leucèmia aguda, limfoma no hodgkinià i mieloma múltiple, en 5 de 119 pacients d'artritis reumatoide dins de la primera dècada després de rebre ciclofosfamida, comparat amb un sol cas de leucèmia limfocítica crònica entre 119 pacients sense història. La leucèmia mieloide aguda secundària o relacionada amb el tractament es pensa que pot ocórrer per mutacions induïdes per la ciclofosfamida o escollint un clon mieloide d'alt risc.
Aquest risc pot dependre en la dosi i altres factors, com el condicionament, altres agents o modalitats de teràpia (incloent radioteràpia), longitud del tractament i intensitat. Per alguns règims, són rars. Per exemple, la teràpia CMF per al càncer de mama (on la dosi acumulada és típicament menys de 20 grams de ciclofosfamida) comporta un risc d'LMA menor d'1/2000, i alguns estudis indiquen que no comporta cap risc comparat amb la població control. Altres règims de tractament amb dosis més altes comporten uns riscos d'1-2% o més.
Quan ocorre l'LMA induïda per la ciclofosfamida, típicament es presenta uns anys després del tractament, amb la seua incidència sent més alta al voltant dels 3-9 anys. Després de nou anys, el risc torna a ser comparable al de la població general. Sovint és precedida per una síndrome mielodisplàstica, abans d'arribar a una fase més evident de leucèmia. Aquesta leucèmia sovint comporta una citogenètica complexa, fent que tinguen un pronòstic pitjor a les LMA que es desenvolupen de forma espontània.

## Farmacologia
La ciclofosfamida oral és ràpidament absorbida i després convertida en enzims oxidasa (sistema citocrom p450) en el fetge a metabòlits actius. El metabòlit actiu principal és 4-hidroxiciclofosfamida, el qual existeix en equilibri amb el seu tautòmer, aldofosfamida. La majoria de l'aldofosfamida és llavors oxidisada per l'aldehid dehidrogenasa (ALDH) de l'enzim per fer carboxiciclofosfamida. Una proporció petita d'aldofosfamida es difon lliurement a les cèl·lules, on és descompost en dos elements, mostassa de fosforamida i acroleïna. Els metabòlits actius de la ciclofosfamida es lliguen altament a les proteïnes i es distribueixen a tots els teixits, s'assumeix que travessen la placenta i se saben que són present a la llet maternal.
Es troba concretament en el grup de medicaments de l'oxazafosforina.
Els metabòlits de la ciclofosfamida són excretats inalterats en l'orina, i la dosi del medicament s'hauria d'ajustar adequadament en el context de la disfunció renal. Els fàrmacs que alteren els enzims microsomals del fetge (p. ex., alcohol, barbitúrics, rifampicina, o fenitoïna) poden accelerar el metabolisme de la ciclofosfamida en els seus metabòlits actius, augmentant els efectes tòxics i farmacològics del medicament; per contra, els medicaments que inhibeixen aquests enzims (com els corticoesteroides, antidepressius tricíclics, o l'al·lopurinol) resulten en una conversió més lenta de la ciclofosfamida en els seus metabòlits reduint els efectes terapèutics i tòxics.
També redueix l'activitat de la pseudocolinoesteresa i pot resultar en un bloqueig neuromuscular prolongat quan s'administra concurrentment amb succinilcolina. Els antidepressius tricíclics i altres anticolinèrgics poden resultar en retard de la micció i una exposició més prolongada a l'acroleïna.

## Mecanisme d'acció
La ciclofosfamida fa el seu efecte gràcies al seu metabòlit: la mostassa de fosforamida. Aquest metabòlit només es forma en cèl·lules amb un baix nivell d'ALDH. La mostassa forma enllaços creuats d'ADN entre i dins de les cadenes d'ADN en les posicions de guanina N-7 (conegudes com enllaços creuats intercadenes i intracadenes, respectivament). Açò és irreversible i porta a l'apoptosi cel·lular.
La ciclofosfamida té una toxicitat relativament baixa comparat amb altres quimioteràpies ja que els ALDH es presenten en concentracions relativament altes en les cèl·lules mare hematopoètiques, fetge i epiteli intestinal. Protegeix aquests òrgans que creen constant teixit contra els efectes tòxics de la mostassa de fosforamida i l'acroleïna convertint l'aldofosfamida en carboxiciclofosfamida que no causa els metabòlits tòxics de la mosatassa de fosforamida i l'acroleïna. Això és perquè la carboxiciclofosfamida no pot experimentar la β-eliminació (el carboxilat actua com un grup que dona electrons, anul·lant la possibilitat de la seua transformació), impedint l'activació de la mostassa nitrogenada i la subseqüent alquilació.